# Salmo 142
Il salmo 142 (141 secondo la numerazione greca) costituisce il centoquarantaduesimo capitolo del Libro dei salmi.
È tradizionalmente attribuito al re Davide. È utilizzato dalla Chiesa cattolica nella liturgia delle ore.